# Prosopea nigricans
Prosopea nigricans là một loài ruồi trong họ Tachinidae.